# Phrynichus dhofarensis
Phrynichus dhofarensis är en spindeldjursart som beskrevs av Weygoldt, Pohl och Polak 2002. Phrynichus dhofarensis ingår i släktet Phrynichus och familjen Phrynichidae. Inga underarter finns listade i Catalogue of Life.